# Biłotyn
Biłotyn (ukr. Білотин) – wieś na Ukrainie w rejonie zasławskim obwodu chmielnickiego, nad rzeką Hnyłyj Rig.

## Historia
Miejscowość założona w 1523 roku.